# Deyanira Angulo
Deyanira Angulo Chiñas (* 3. März 1991 in Naucalpan) ist eine mexikanische Badmintonspielerin.

## Karriere
Deyanira Angulo nahm 2008 im Dameneinzel an Olympia teil. Sie verlor dabei in Runde eins gegen Hadia Hosny mit 1:2 Sätzen und wurde somit 33. in der Endabrechnung. Bei den Panamerikaspielen 2007 war sie im Dameneinzel und im Damendoppel jeweils Neunte geworden.

## Sportliche Erfolge
| Saison | Veranstaltung        | Disziplin   | Platz | Name                            |
| ------ | -------------------- | ----------- | ----- | ------------------------------- |
| 2007   | Panamerikaspiele     | Dameneinzel | 9     | Deyanira Angulo                 |
| 2007   | Panamerikaspiele     | Damendoppel | 9     | Deyanira Angulo / Rossina Nuñez |
| 2008   | Olympia              | Dameneinzel | 33    | Deyanira Angulo                 |
| 2010   | Nouméa International | Dameneinzel | 2     | Deyanira Angulo                 |
| 2010   | Nouméa International | Mixed       | 1     | Bjorn Seguin / Deyanira Angulo  |